# Macchi M.B.323
Le Macchi MB.323 était un avion d'entrainement italien, monoplan, monomoteur, conçu et construit par Macchi. Aucune commande ne fut passée pour cet avion et un seul prototype fut construit.

## Conception et développement

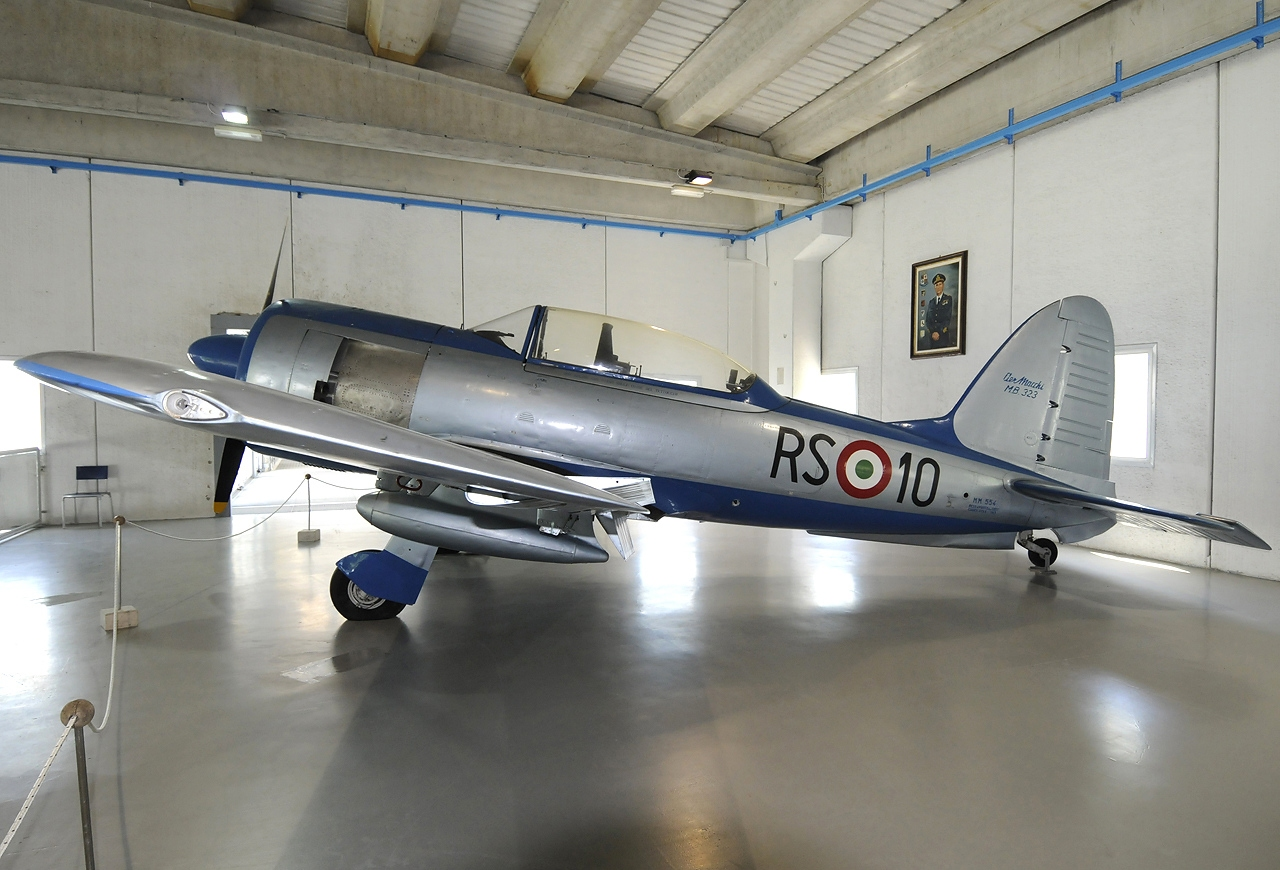
Macchi MB-323 au Museo Storico dell’Aeronautica Militare

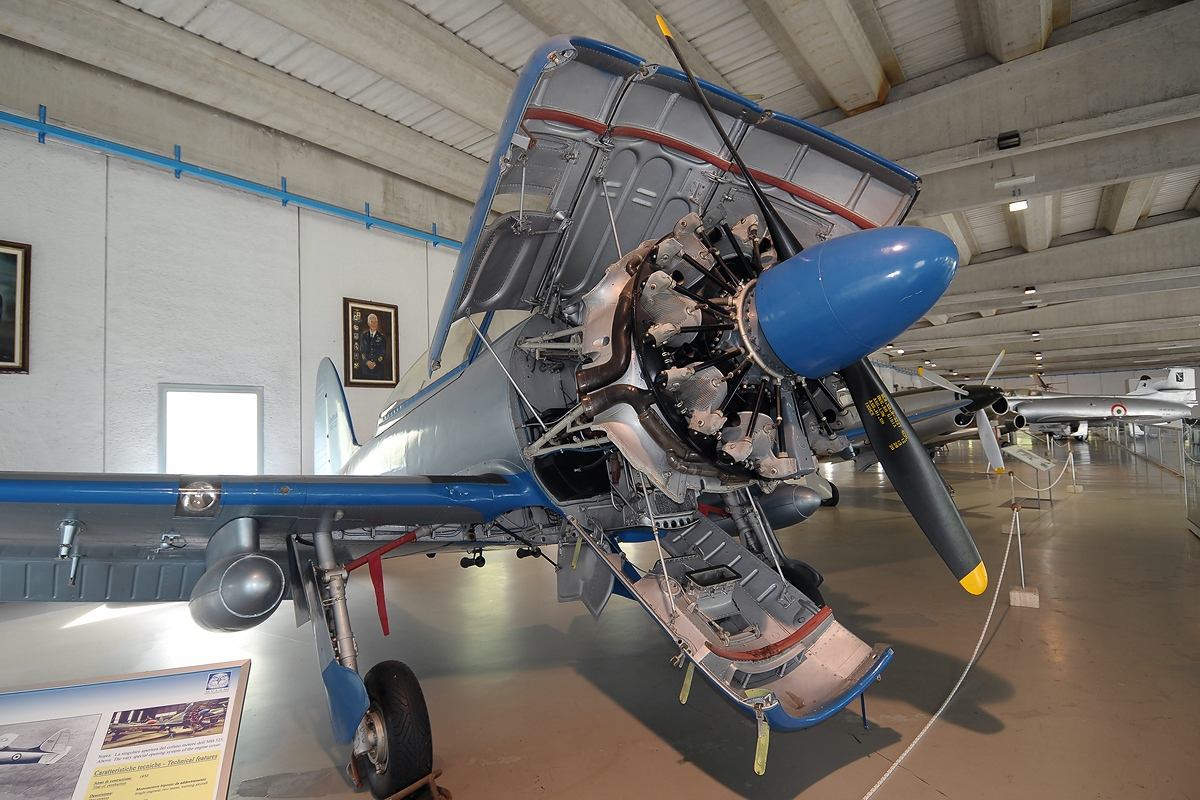
Vue rapprochée du moteur

Conçu comme un avion d'entrainement de base afin de compléter le M.416 en Italie, le MB.323 vola pour la première fois en 1952. C'était un monomoteur monoplan à aile basse cantilever, propulsé par un moteur en étoile Pratt & Whitney Wasp et équipé d'un train d'atterrissage classique rétractable. Il avait un  cockpit biplace en tandem couvert par une verrière coulissante. L'avion mis en compétition avec le Fiat G.49 mais c'est ce dernier qui fut préféré par l'Aeronautica Militare. Le MB.323 n'entra donc jamais en production.

## Opérateurs
Italie
- Aeronautica Militare - deux avions pour des tests d'évaluation